# Цуканов (хутор)
Цуканов — хутор в Хомутовском районе Курской области. Входит в состав Ольховского сельсовета.

## География
Хутор находится на реке Тивенка (правый приток Надейки в бассейне Сейма), в 13 км от российско-украинской границы, в 109 км к западу от Курска, в 17,5 км к югу от районного центра — посёлка городского типа Хомутовка, в 7,5 км от центра сельсовета — села Ольховка.
Климат
Цуканов, как и весь район, расположен в поясе умеренно континентального климата с тёплым летом и относительно тёплой зимой (Dfb в классификации Кёппена).
Часовой пояс
Хутор Цуканов, как и вся Курская область, находится в часовой зоне МСК (московское время). Смещение применяемого времени относительно UTC составляет +3:00.

## Население
| 2002 | 2010 |
| ---- | ---- |
| 31   | ↘21  |

## Инфраструктура
Личное подсобное хозяйство. В хуторе 15 домов.

## Транспорт
Цуканов находится в 20 км от автодороги федерального значения М3 «Украина» (Москва — Калуга — Брянск — граница с Украиной), в 20 км от автодороги А142 (Тросна — М-3 «Украина»), в 1 км от автодороги регионального значения 38К-040 (Хомутовка — Рыльск — Глушково — Тёткино — граница с Украиной), в 3 км от автодороги межмуниципального значения 38Н-704 (38К-040 — Нижнее Чупахино), в 40,5 км от ближайшей ж/д станции Эсмань (линия Хутор-Михайловский — Ворожба).
В 187 км от аэропорта имени В. Г. Шухова (недалеко от Белгорода).